# SV Seligenporten
Der SVS – Spielverein Seligenporten e. V. ist ein Sportverein aus Seligenporten, einem Ortsteil des oberpfälzischen Marktes Pyrbaum. Der 1949 entstandene Verein betreibt (Stand: 2010) die vier Abteilungen Fußball, Handball, sowie Fitness und Freizeitsport für Frauen. Die Vereinsfarben sind Rot und Weiß. Die erste Fußballmannschaft des Vereins (Spitzname „Die Klosterer“) spielte fünf Jahre lang in der viertklassigen Regionalliga Bayern.

## Geschichte
Die erste Fußballmannschaft der Herren stieg in der Saison 2008/09 in die Bayernliga auf und hielt dort nach einem „Relegationskrimi“ mit drei Siegen in Folge die Klasse.
Nach einem 3:0 im Halbfinale des bayerischen Verbandspokals gegen die zweite Mannschaft des FC Augsburg und gewann der SV Seligenporten im Juli 2007 mit einem 1:0 im Finale gegen den Würzburger FV den bayerischen Landespokal. Durch die Finalteilnahme war der SV Seligenporten in der Saison 2007/08 für die erste Hauptrunde des DFB-Pokals qualifiziert, wo er auf den Bundesligisten Arminia Bielefeld traf und mit einer 0:2-Niederlage ausschied. Seitdem wird zwischen Arminia Bielefeld und dem SV Seligenporten eine Freundschaft gepflegt. Der Arminia Supporters Club leitete diese in die Wege. Immer wieder besuchten sich Fangruppen beider Vereine gegenseitig. So waren die Arminen zum 60-jährigen Jubiläum des SV Seligenporten im Jahr 2009 gern gesehene Gäste. Die Fans der „Klosterer“ hatten wiederum an der Weihnachtsfeier 2008 des Arminia Supporters Club teilgenommen.
Zu den bekanntesten Aktiven, die für den SV Seligenporten Pflichtspiele absolviert haben, gehören Ex-Bundesligaspieler Roland Grahammer sowie Ex-Nationalspieler Thomas Helmer.

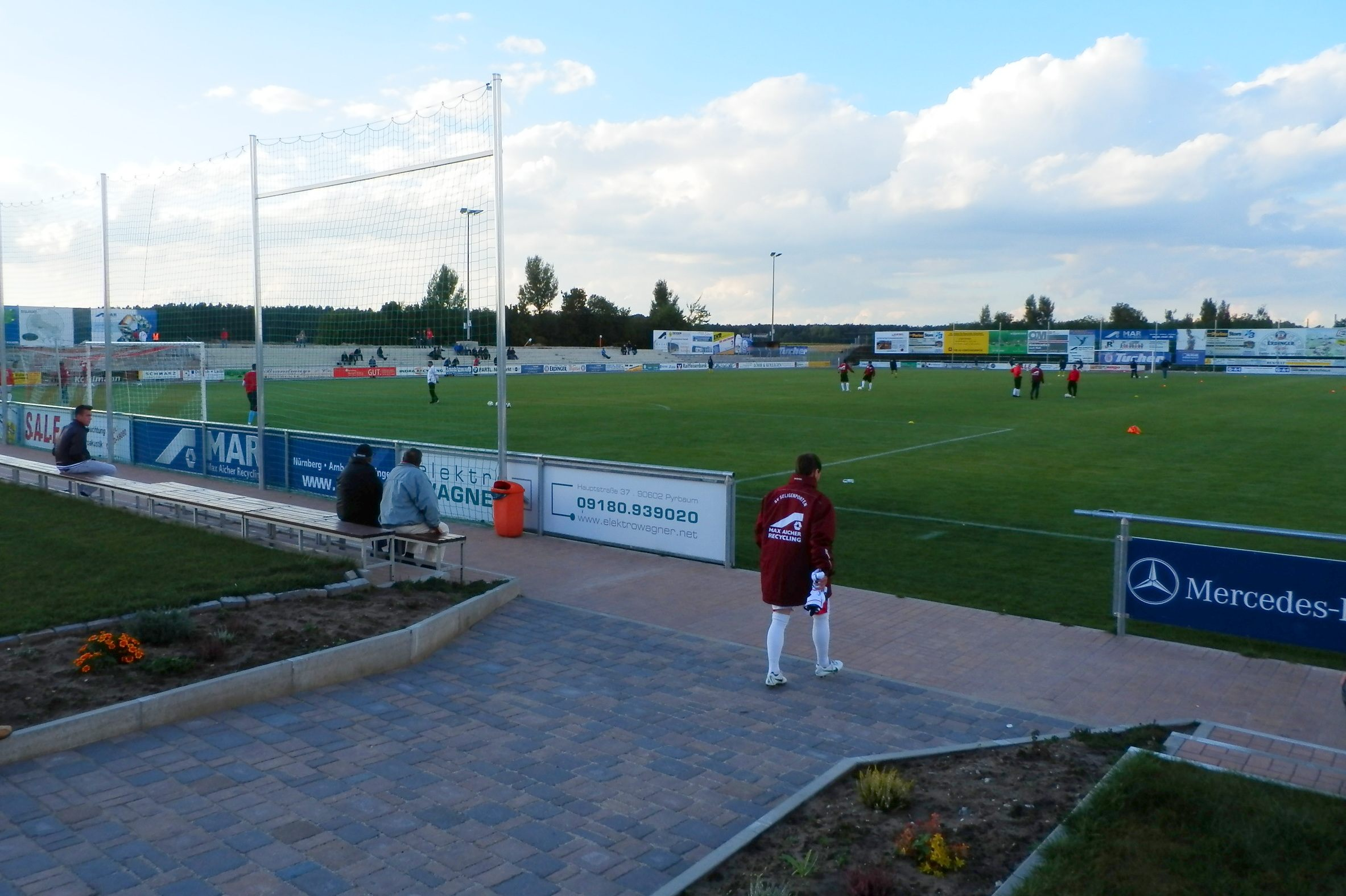
M.A.R. Arena, Spielstätte des SV Seligenporten

Der zuletzt 2018 in der viertklassigen Regionalliga Bayern vertretene Verein stürzte Anfang der 2020er-Jahre bis in die unterste Liga ab. Dem Abstieg aus der Bayernliga 2022 folgte 2023 ein weiterer Abstieg aus der Landesliga in die siebtklassige Bezirksliga Mittelfranken Süd. Dort stellte man im April 2024 – wiederum auf einem Abstiegsplatz stehend – nach einem Trainerentlassung und einem daraus resultierenden Spielerstreik den Spielbetrieb ein und zog die Mannschaft zurück, um in der folgenden Saison mit der ersten Mannschaft den Platz der bisherigen zweiten Mannschaft in der elftklassigen B-Klasse zu übernehmen.

## Erfolge
| - Bayerischer Pokalsieger 2007 - DFB-Pokal Hauptrundenteilnehmer 2007/08 - Aufstieg in die Bayernliga 2007/08 | - Qualifikation für die Regionalliga Bayern 2012/13 - Wiederaufstieg in die Regionalliga Bayern 2015/16 - Bayerischer Meister im Hallenfußball 2012 |

## Persönlichkeiten
| - Roland Grahammer - Thomas Helmer - Alexander Maul | - Ismail Morina - Karsten Wettberg - Juri Judt |

## Seligenportener Hallenmasters
Seit 1992 veranstaltet der SV Seligenporten das Seligenportner Hallenmasters in der Pyrbaumer Mehrzweckhalle. Das Turnier hat sich zu einem der größten Fußballhallenturniere für Amateurmannschaften in Nordbayern entwickelt. Angefangen hat es am 26. Dezember 1992 mit 17 Mannschaften. Gespielt wurde damals um den Helmut-Kaiser-Gedächtnispokal. In den folgenden Jahren stieg die Zahl der teilnehmenden Mannschaften kontinuierlich. Bei der achten Auflage des SVS-Hallenmasters nahmen bereits über 30 Mannschaften teil. Bei der 12. Auflage bildeten 56 Teams das bisher größte Teilnehmerfeld.

### Sieger des Hallenmasters
- TSV Greding (1992/93)
- SV Seligenporten (1993/94)
- SC Feucht (1994/95)
- TSV Pyrbaum (1995/96)
- TSV Pyrbaum (1996/97)
- TSV Pyrbaum (1997/98)
- ASV Neumarkt (1998/99)
- FV Wendelstein (1999/00)
- FV Wendelstein (2000/01)
- SC Feucht (2001/02)
- SG Quelle Fürth (2002/03)
- SG Quelle Fürth (2003/04)
- FC Karlovy Vary (2004/05)
- Stadtauswahl Coburg (2005/06)
- SV Seligenporten (2006/07)
- SpVgg Greuther Fürth II (2007/08)
- ASV Neumarkt (2008/09)
- Stadtauswahl Roth (2009/10)
- SV Seligenporten (2010/11)
- SV Seligenporten (2011/12)
- DJK Ammerthal (2012/13)

## Handball
Die am 24. März 1972 gegründete Handballabteilung des SV Seligenporten hat mit Saisonbeginn 2002/03 zusammen mit dem TSV Pyrbaum unter dem Namen HSG Pyrbaum/Seligenporten eine Handballspielgemeinschaft gegründet. Der TSV Pyrbaum war 1986 und 1990 DHB-Pokal Hauprtundenteilnehmer und spielte zu Beginn der HSG in der fünftklassigen bayerischen Handball-Landesliga, so konnte auch die Handballspielgemeinschaft 2002/03 in der Landesliga an den Start gehen. In der Saison 2023/24 spielt das HSG-Frauenteam in der bayerischen Bezirksliga Ost.
Die HSG Pyrbaum/Seligenporten nimmt 2023/24 mit 3 Frauenteams und acht weiblichen Nachwuchsmannschaften am Spielbetrieb der Bayerischen Handballverbandes (BHV) teil.

### Erfolge
Frauen
- 2002 Aufstieg in die Bezirksliga
- Aufstieg in die Landesliga (TSV Pyrbaum)
- 1986, 1989/90 Hauptrundenteilnehmer DHB-Pokal (TSV Pyrbaum)